# Эдгар, Дэвид (футболист)
Дэвид Эдвард Эдгар (англ. David Edward Edgar; родился 19 мая 1987 года в Китченере, Онтарио, Канада) — канадский футболист, защитник. Выступал за сборную Канады.

## Клубная карьера

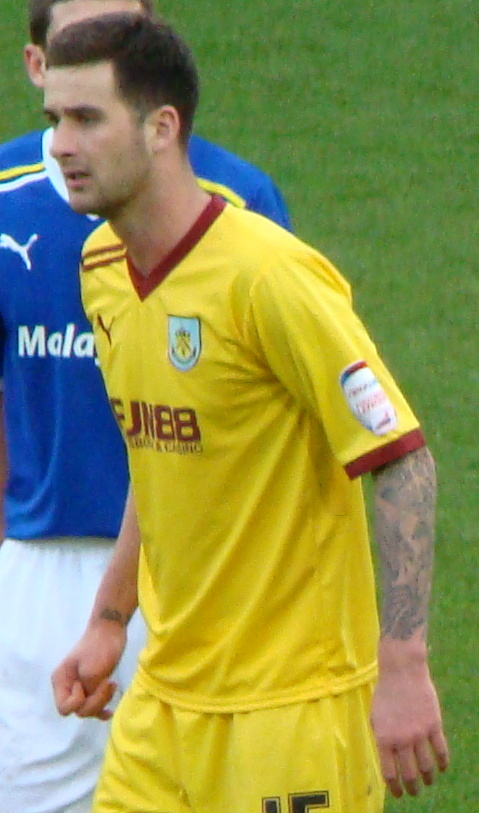
Эдгар в составе «Бернли»

Отец Эдгара — англичанин, также был профессиональным футболистом и выступал за «Ньюкасл Юнайтед». Поэтому, когда Дэвиду исполнилось девять он был отправлен в Англию в академию «сорок». 26 декабря 2006 года в матче против «Болтон Уондерерс» он дебютировал в английской Премьер-лиге. В том же году Дэвид был признан Молодым футболистом года в Канаде. 1 января 2007 года в поединке против «Манчестер Юнайтед» Эдгар забил свой первый гол за «Ньюкасл». Из-за высокой конкуренции он решил покинуть команду и зимой 2010 года перешёл в «Бернли». Сумма трансфера составила 300 тыс. фунтов. Контракт был подписан на четыре года. 16 января в матче против «Манчестер Юнайтед» он дебютировал за новый клуб. Сыграв четыре матча, 23 марта Дэвид на правах краткосрочной аренды до конца сезона отправился в валлийский «Суонси Сити», выступавший в Чемпионшипе.
Летом Эдгар вернулся в «Бернли», но команда вылетела из Премьер-лиги. 26 ноября 2011 года в матче против «Халл Сити» он сделал дубль, забив свои первые голы за команду.
Летом 2014 года Дэвид перешёл в «Бирмингем Сити», подписав контракт на два года. 9 августа в матче против «Мидлсбро» он дебютировал за новую команду. 19 августа в поединке против «Ипсвич Таун» Эдгар забил свой первый гол за «Сити». В начале 2015 года Дэвид на правах аренды перешёл в «Хаддерсфилд Таун». 17 января в матче против «Лидс Юнайтед» он дебютировал за новый клуб. Сезон 2015/16 провёл в аренде в клубе первой футбольной лиги «Шеффилд Юнайтед». В мае 2016 года контракт Эдгара с «Бирмингем Сити» истёк и продлён не был.
В июле 2016 года Эдгар переехал в Канаду, подписав полуторагодичный контракт с клубом «Ванкувер Уайткэпс». Сыграв один матч за фарм-клуб «Уайткэпс 2» в USL, за «Уайткэпс» в MLS он дебютировал 6 августа в матче против «Колорадо Рэпидз». В межсезонье, в декабре 2016 года на отдыхе в Скотсдейле (Аризона), Эдгар попал в автомобильную аварию, повредив правое колено, из-за чего полностью пропустил сезон 2017. По окончании сезона 2017 «Ванкувер Уайткэпс» не продлил контракт с Эдгаром.
4 апреля 2018 года Эдгар присоединился к клубу USL «Нэшвилл». 23 мая контракт игрока с клубом был расторгнут по обоюдному согласию сторон.
8 августа 2018 года Эдгар подписал контракт с клубом «Оттава Фьюри». По окончании сезона 2018 «Оттава Фьюри» объявила, что Эдгар не вернётся в клуб в сезоне 2019.
7 марта 2019 года Эдгар заключил с клубом английской Национальной лиги «Хартлпул Юнайтед» краткосрочный контракт до конца сезона.
2 августа 2019 года Эдгар присоединился к клубу Канадской премьер-лиги «Фордж». За «Фордж» он дебютировал 8 августа в матче Лиги КОНКАКАФ 2019 против гватемальской «Антигуа-Гуатемалы». 18 сентября в матче против «Галифакс Уондерерс» он забил свой первый гол за «Фордж». В январе 2020 года «Фордж» объявил о возвращении Эдгара на сезон 2020. 30 ноября 2020 года Эдгар объявил о завершении футбольной карьеры после последнего матча «Фордж» в году.

## Международная карьера
В 2003 году в составе молодёжной сборной Канады Эдгар принял участие в молодёжном чемпионате мира в ОАЭ.
9 февраля 2011 года в товарищеском матче против сборной Греции Дэвид дебютировал за сборную Канады. 12 октября 2012 года в отборочном матче чемпионата мира 2014 года против сборной Кубы Эдгар забил свой первый гол за национальную команду.
Летом 2011 года он попал в заявку на участие в Золотом кубке КОНКАКАФ. На турнире Дэвид был запасным и не сыграл ни минуты.
В 2013 году Эдгар во второй раз поехал на Золотой кубок КОНКАКАФ. На турнире он сыграл в матчах против сборных Мартиники, Мексики и Панамы.
В 2015 году Дэвид попал в заявку сборной на участие в Золотом кубке КОНКАКАФ. На турнире он сыграл в матчах против сборных Коста-Рики, Ямайки и Сальвадора.

### Голы за сборную Канады
| №  | Дата            | Место                                    | Противник  | Счёт | Результат | Соревнование                       |
| -- | --------------- | ---------------------------------------- | ---------- | ---- | --------- | ---------------------------------- |
| 1. | 12 октября 2012 | Бимо Филд, Торонто, Канада               | Куба       | 3:0  | 3:0       | Чемпионат мира 2014 (квалификация) |
| 2. | 9 сентября 2014 | Бимо Филд, Торонто, Канада               | Ямайка     | 1:1  | 3:1       | Товарищеский матч                  |
| 3. | 7 июня 2016     | Терменштадион, Бад-Вальтерсдорф, Австрия | Узбекистан | 1:0  | 2:1       | Товарищеский матч                  |
| 4. | 7 сентября 2016 | Би-Си Плэйс, Ванкувер, Канада            | Сальвадор  | 3:1  | 3:1       | Чемпионат мира 2018 (квалификация) |

## Достижения
Командные
 «Фордж»
- Чемпион Канадской премьер-лиги: 2019, 2020